# 間部詮昌
間部 詮昌（まなべ あきしげ）は、江戸時代後期の旗本。本所間部家当主・間部詮邦の長男。

## 生涯
文化7年（1810年）10月、間部詮邦の長男として生まれる。文政10年（1827年）9月、徳川家斉に初めて拝謁する。天保8年（1837年）11月、詮邦の隠居にともない本所間部家の家督を継ぐ。天保10年（1839年）4月、小姓組番士となる。安政6年（1859年）12月、小納戸になり切米300俵を支給された。詮昌の実子はみな早逝したので、弟の詮論を養嗣子にした。文久3年（1863年）12月、家督を詮論に譲る。慶応3年（1867年）8月、58歳で亡くなった。

### 財政状況
当時の本所間部家は財政難だった。天保13年（1842年）12月、詮昌の知行所側が作成したと思われる「地頭間部氏一か年暮方見積り覚帳」によると、天保13年度の収入額は年貢収入を金換算して約653両余。支出額は、生活費や家来への給料などで311両余、それに加えて借金の元利返済などで593両余、合計約904両余である。つまり、この年は251両余の赤字になる見積りだった。
詮昌は、無駄な支出の削減や、知行所に対して無尽講を開くよう命じて資金を集めさせるなどの対策を講じたが、赤字状態を打開できないまま明治維新を迎えることになる。